# 仙台市民放送
株式会社仙台市民放送（せんだいしみんほうそう）は、宮城県仙台市宮城野区の一部地域を放送区域とする超短波放送（FM放送）をしていた一般放送事業者（現・民間特定地上基幹放送事業者）である。
FMじょんぱの愛称でコミュニティ放送をしていた。

## 概要
愛称は、情報の「じょ」と電波の「ぱ」を組み合わせた造語。野球中継をするにあたり愛称命名権（ネーミングライツ）を売りに出していた。
1100万円の資本金で立ち上げたコミュニティ放送局であり、その運営に関しては苦難を極めたが、多くの支援者のサポートによって約7年運営された。収支に関しては、収入は1000万円程度であったが支出も多く、厳しい財政状況であった。2005年（平成17年）頃より送信所・演奏所の移転問題や、2006年（平成18年）の創業者退任（後に復帰し閉局処理を行う）とその後継問題もあり、運営の継続は困難となった。
2007年（平成19年）1月19日、かねてから課題とされていた送信所・演奏所の移転費用の捻出困難、放送体制の維持困難を理由に東北総合通信局に運用休止届を提出し受理された。その後、放送再開を目指して資金援助先や買収先を探し数社と交渉したがまとまらず、3月13日に放送局（現・特定地上基幹放送局）の廃止届が東北総合通信局に受理された。
沿革
- 1997年（平成9年）
  - 7月7日　放送局の予備免許を取得、空中線電力は10W
  - 9月24日　放送局の免許を取得
- 2000年（平成12年）
  - 7月13日　空中線電力20Wの増力許可
- 2007年（平成19年）
  - 1月22日　3月31日までの休止を届出
  - 3月13日　放送局の廃止を届出

## コンテンツ
番組編成は、スタッフ制作の番組と市民サポーターが制作・出演した番組を柱とした自社制作が6割強を占めた。これは地域密着の面もあったが、主には外注や番組購入といったコストの削減を図るためであった。

### 再送信
開局当時は自社制作とネット番組で埋めきれない平日深夜と土曜の午後からは、アメリカ合衆国ハワイ州ホノルルの英語FM/AM局であるKSSKの番組を衛星受信して、そのまま再送信していた（特別編成時を除く）。時差（日本標準時 - 19時間、または日本標準時 + 5時間 - 1日）があるため、例えば、仙台が土曜の昼間の時分にホノルルの金曜の夕方の番組が流れるという状況であった。しかし、アメリカ（ハワイ）の番組が地上波でそのまま聴けるため、大学生やサーフィンの愛好家などを中心に話題になった。
その後、InterFMの番組の一部を再送信していた。

### スポーツ中継
宮城野区内に東北楽天ゴールデンイーグルスの本拠地フルキャストスタジアム宮城がある関係から、2005年よりスタジアムFMの名前でのホーム61試合、ビジター15試合を放送していた。楽天の試合は、ラジオでは東北放送の県域放送AMラジオ「TBCエンジョイベースボール」、インターネット放送では楽天イーグルスTV、CS・ケーブルテレビではスカイ・A sports+（sky・A STADIUM）やJ SPORTS（アクティブ!ベースボール）、その他、地上波テレビでも放送があるため、リスナー獲得は熾烈であった。
ただし、それまでネットしていたベガルタ仙台の試合は楽天戦中継のため、2006年はネットしていなかった。